# 근육에 대한 해부학 용어
이 문서는 근육에 대한 해부학 용어(anatomical terms of muscle)에 대해 설명하고 있다.

## 분류
골격근, 내장근, 심장근이 있다.
무늬에 따라 분류할 경우 골격근과 심장근은 가로무늬근육(횡문근), 내장근은 민무늬근육(평활근)으로 분류된다.
수의성에 따라 분류할 경우 골격근은 수의근, 내장근과 심장근은 불수의근으로 분류된다.

### 골격근
골격근 또는 "수의근"은 주로 힘줄을 통해 뼈에 연결되는 줄무늬 근육 조직이다. 골격근은 뼈의 움직임을 가능하게 하고 자세를 유지해준다. 힘줄을 당기는 근육의 가장 넓은 부분을 힘살(근복, 배, belly)이라고 한다.

## 골격근의 운동

### 작용근과 대항근
주작용근(prime mover)은 주동근(agonist muscle)으로도 불리며 상대적으로 비교해볼 수 있는 근육은 대항근(길항근, antagonist muscle)으로 불린다.

### 주작용근-대항근 짝
주작용근과 대항근은 짝을 이뤄서 작동한다.

### 협동근
협동근은 영어로 synergist라고 한다.

## 형성(Form)

### 이는곳과 닿는곳
근육의 "이는곳"은 기시점, origin, fixed end라고도 불리며 "닿는곳"은 부착점, insertion, mobile end라고도 불린다. 근육의 "이는곳"은 뼈이며 보통 몸쪽(proximal)이고, "닿는곳"보다 더 큰 질량을 가지고 있고, 수축 때 더 안정적이다. 예를 들어 넓은등근(latissimus dorsi muscle)의 "이는곳"은 몸통(torso)이고, "닿는곳"은 팔(arm)이다. 보통 "먼쪽"(distal. 여기선 팔)이 "몸쪽"보다 더 작은 질량을 가지고있기 때문에 먼쪽이 움직인다.
근육의 "닿는곳"은 근육에 부착되고 근육의 수축에 의해 움직이는 경향이 있는 지점이다. "닿는곳"은 뼈, 힘줄, 또는 피부 밑 진피 결합 조직이다. "닿는곳"은 보통 힘줄을 통한 뼈에의 근육의 연결이다. 뼈인 "닿는곳"은 근육의 수축 동안 "이는곳"보다 먼쪽(distal)이고, 가볍고, 더 많이 움직이는 경향이 있다.

## 같이 보기
- 해부학 용어
- 위치에 대한 해부학 용어
- 운동에 대한 해부학 용어
- 인체 골격근 목록

1. ↑  Skeletal Muscle